# Sosna żółta
Sosna żółta (Pinus ponderosa Dougl. ex C.Lawson) – gatunek drzewa iglastego z rodziny sosnowatych (Pinaceae). Rośnie w bardziej suchych rejonach nadpacyficznej części Ameryki Północnej.

## Morfologia

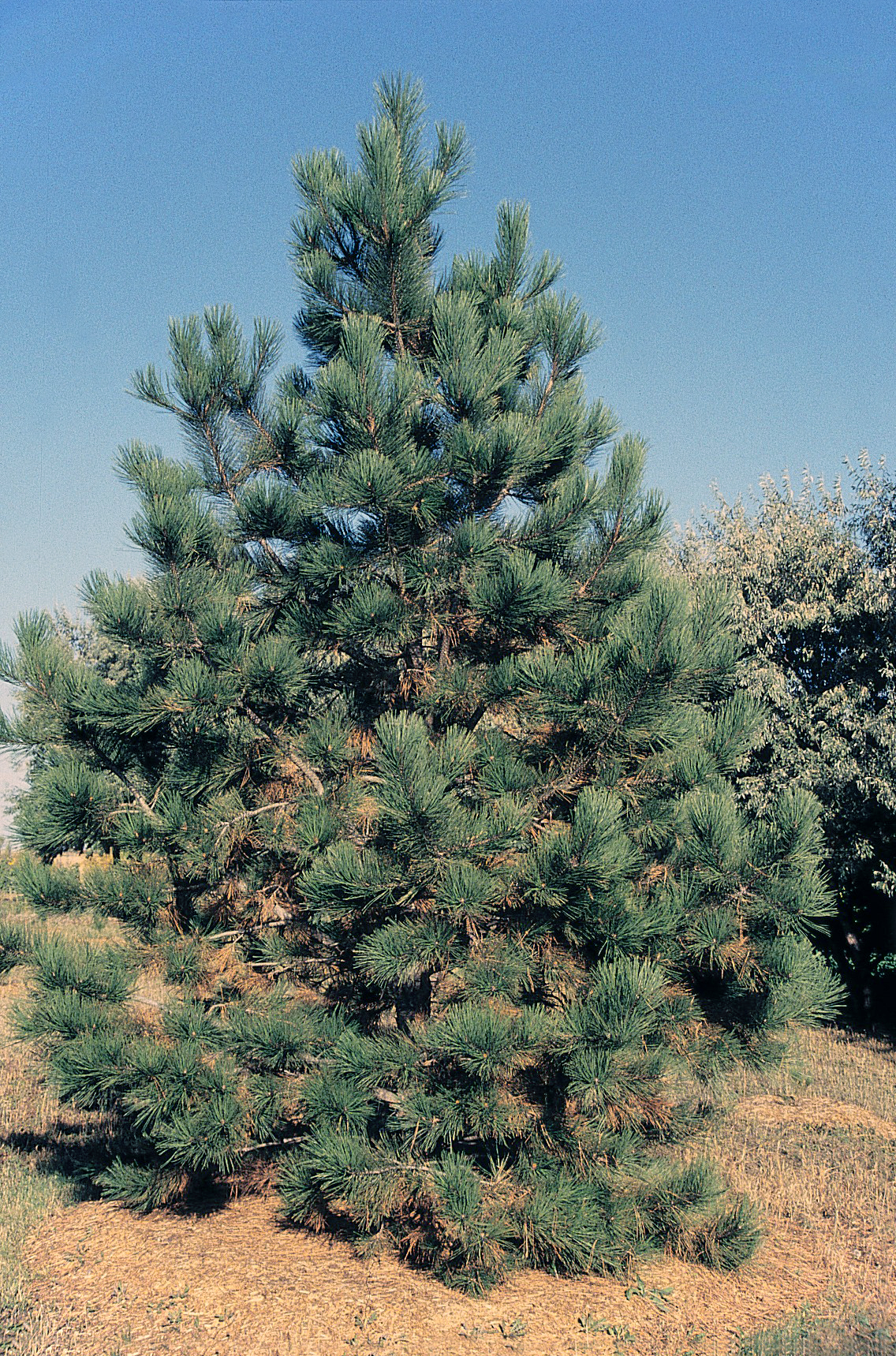
Pokrój

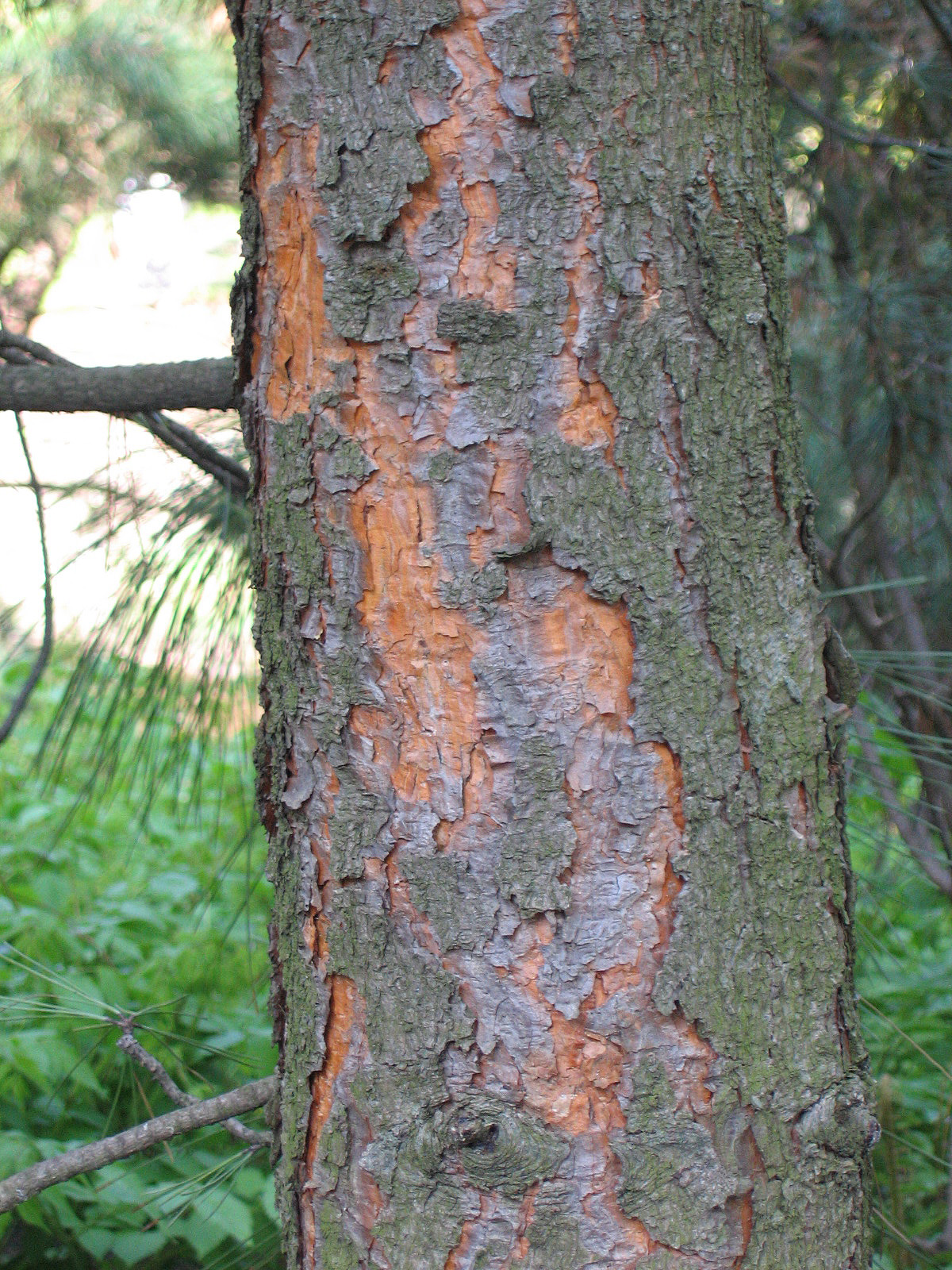
Kora

PokrójKonary tworzą korony luźne jajowate lub stożkowate, do zaokrąglonych.
PieńDorasta do ponad 81 m wysokości i 2,5 m średnicy. W Europie do ponad 43 m. Najmłodsze pędy i wnętrze kory mają żółtawy kolor.
LiścieSzpilki ciemnozielone, długie – do 25 cm długości, ułożone po 3 na krótkopędzie.
SzyszkiSzyszki męskie elipsoidalne, cylindryczne, długości 1,5–3,5 cm, żółte lub czerwone. Szyszki nasienne wyrastają pojedynczo, rzadko w parach. Stożkowate do jajowatych przed otwarciem, szeroko jajowate po otwarciu, o długości 5–15 cm. Ostre zakończenie łuski jest skierowane na zewnątrz.
Gatunki podobneSosna żółta jest najpospolitszą z północnoamerykańskich sosen i bywa mylona ze swą bliską "krewniaczką", sosną Jeffreya (piękne okazy można zobaczyć w Little Yosemite Valley). Można je jednak rozróżnić po szyszkach i zapachu kory. Łuski sosny Jeffreya mają je skierowane do środka. Pień sosny Jeffreya pachnie wanilią, sosny żółtej pachnie jak zwykłe drzewo iglaste.

## Biologia i ekologia
Igły pozostają na drzewie przeważnie 4–6 lat. Szyszki nasienne dojrzewają w ciągu 2 lat, krótko potem uwalniają nasiona.
Występuje w suchszych rejonach nadpacyficznych Ameryki Północnej. Lubi słoneczne stanowiska. Odporna na suszę, mniej na mrozy. Preferuje piaszczyste, gliniaste, wilgotne gleby.

## Zastosowanie
Drewno żółtawe, o dużym znaczeniu gospodarczym.

## Systematyka i zmienność
Pozycja gatunku w obrębie rodzaju Pinus:
- podrodzaj Pinus
  - sekcja Trifoliae
    - podsekcja Ponderosae
      - gatunek P. ponderosa

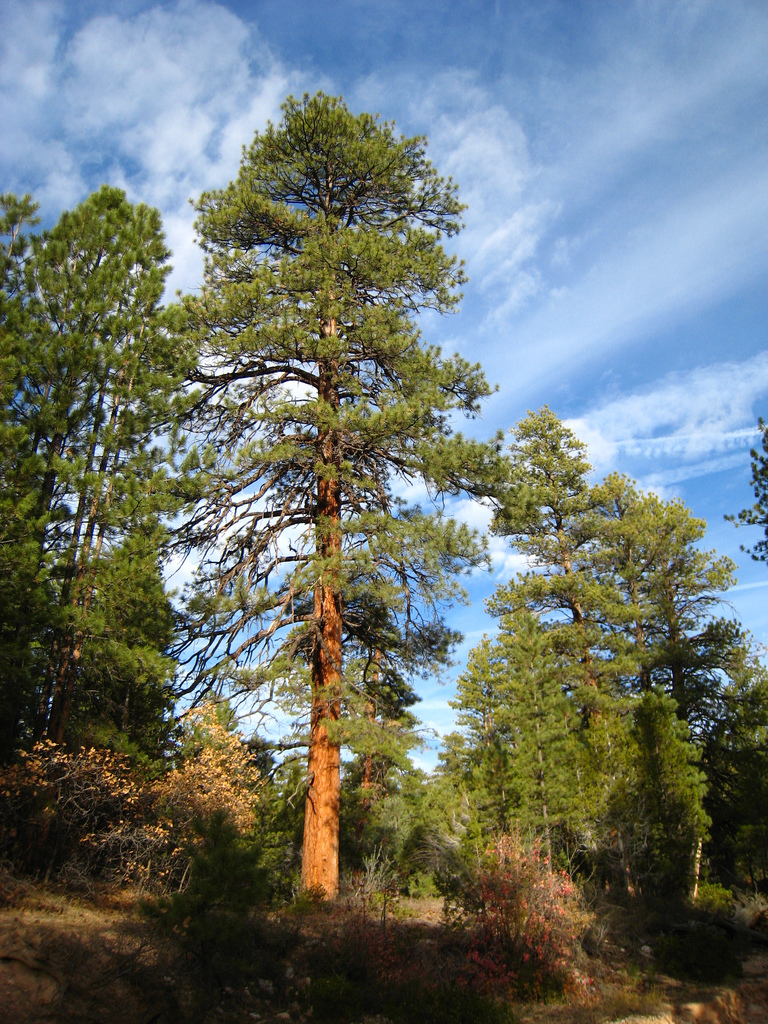
Pinus ponderosa subsp. brachyptera

Gatunek o dużej zmienności. Najczęściej dzielony na dwa podgatunki, jednak najnowsze badania wyróżniają cztery, każdy dostosowany do innych warunków klimatycznych (nazywane są rasami geograficznymi) w randze podgatunków:
- Pinus ponderosa subsp. ponderosa Douglas ex C. Lawson – zasięg: południowo-wschodnia Kolumbia Brytyjska, Waszyngton i Oregon, północno-wschodnia Kalifornia, północno-zachodnia Nevada, Idaho i zachodnia Montana.
- Pinus ponderosa subsp. scopulorum (Engelm.) E. Murray – zasięg: wschodnia Montana, Dakota Północna, Dakota Południowa, Wyoming, Nebraska, północne i centralne Kolorado i Utah, wschodnia Nevada.
- Pinus ponderosa subsp. brachyptera Engelm. – zasięg: południowe Kolorado i Utah, północny i centralny Nowy Meksyk i Arizona, zachodni Teksas.
- Pinus ponderosa subsp. benthamiana Hartw. – zasięg: Waszyngton, Oregon, Kalifornia z wyłączeniem północnego wschodu, zachodnia Nevada.